# Margatjärnen
Margatjärnen är en sjö i Arvidsjaurs kommun i Lappland och ingår i Byskeälvens huvudavrinningsområde. Sjön har en area på 0,148 kvadratkilometer och ligger 349,2 meter över havet.

## Delavrinningsområde
Margatjärnen ingår i det delavrinningsområde (727384-167064) som SMHI kallar för Mynnar i Kilisån. Medelhöjden är 363 meter över havet och ytan är 11,64 kvadratkilometer. Det finns inga avrinningsområden uppströms utan avrinningsområdet är högsta punkten. Vattendraget som avvattnar avrinningsområdet har biflödesordning 4, vilket innebär att vattnet flödar genom totalt 4 vattendrag innan det når havet efter 128 kilometer. Avrinningsområdet består mestadels av skog (63 procent) och sankmarker (24 procent). Avrinningsområdet har 0,34 kvadratkilometer vattenytor vilket ger det en sjöprocent på 2,9 procent.